# Ficus pygmaea
Ficus pygmaea är en mullbärsväxtart som beskrevs av Friedrich Welwitsch och William Philip Hiern. Ficus pygmaea ingår i släktet fikonsläktet, och familjen mullbärsväxter. Inga underarter finns listade i Catalogue of Life.